# Champey-sur-Moselle
Champey-sur-Moselle è un comune francese di 340 abitanti situato nel dipartimento della Meurthe e Mosella nella regione del Grand Est.

## Storia

### Simboli
Lo stemma del comune di Champey-sur-Moselle si blasona:
È l'arma della famiglia Gauvain (d'azzurro, al triangolo d'oro, accompagnato da tre spronelle dello stesso), che furono  i signori del luogo, a cui è stata aggiunta una fascia ondata ad indicare che Champey si trova sulla Mosella.

## Società

### Evoluzione demografica
Abitanti censiti